# Oxylamia fulvaster
Oxylamia fulvaster är en skalbaggsart som först beskrevs av Jordan 1894.  Oxylamia fulvaster ingår i släktet Oxylamia och familjen långhorningar.
Artens utbredningsområde är Gabon. Inga underarter finns listade i Catalogue of Life.